# Thiago Vecino
Thiago Vecino Berriel (Montevideo, 25 febbraio 1999) è un calciatore uruguaiano, attaccante del Pari Nižnij Novgorod in prestito dal Vélez Sarsfield.

## Carriera

### Club
Cresciuto calcisticamente nel Nacional, il 17 agosto 2019 fa il proprio esordio da professionista contro il River Plate (M) giocando titolare e realizzando anche la prima rete da professionista.
Il 23 settembre realizza la prima doppietta personale durante la partita giocata e vinta contro il Racing Montevideo.

### Nazionale
Nel 2018 ha realizzato 3 reti in 11 presenze con la maglia della nazionale uruguaiana Under-20.

## Statistiche

### Presenze e reti nei club
| Stagione        | Squadra         | Campionato      | Campionato | Campionato | Coppe nazionali | Coppe nazionali | Coppe nazionali | Coppe europee | Coppe europee | Coppe europee | Altre coppe | Altre coppe | Altre coppe | Totale | Totale |
| Stagione        | Squadra         | Comp            | Pres       | Reti       | Comp            | Pres            | Reti            | Comp          | Pres          | Reti          | Comp        | Pres        | Reti        | Pres   | Reti   |
| --------------- | --------------- | --------------- | ---------- | ---------- | --------------- | --------------- | --------------- | ------------- | ------------- | ------------- | ----------- | ----------- | ----------- | ------ | ------ |
| 2019            | Nacional        | PD              | 18         | 3          | -               | -               | -               | -             | -             | -             | SU          | 0           | 0           | 18     | 3      |
| 2020            | Nacional        | PD              | 10         | 2          | -               | -               | -               | CL            | 3             | 0             | SU          | 1           | 0           | 14     | 2      |
| Totale Nacional | Totale Nacional | Totale Nacional | 28         | 5          |                 | -               | -               |               | 3             | 0             |             | 1           | 0           | 32     | 5      |
| Totale carriera | Totale carriera | Totale carriera | 28         | 5          |                 | -               | -               |               | 3             | 0             |             | 1           | 0           | 32     | 5      |

## Palmarès

### Competizioni nazionali
- Supercopa Uruguaya: 1

Nacional: 2019
- Campionato uruguaiano: 1

Nacional: 2019